# Sigrid Nunez
Sigrid Nunez (ur. 12 marca 1951 w Nowym Jorku) – amerykańska pisarka chińskiego pochodzenia. Największe uznanie przyniosła jej siódma powieść, Przyjaciel, za którą autorka zdobyła nagrodę National Book Award w 2018 i która stała się bestsellerem. Obecnie jest pisarką rezydentką na Uniwersytecie Bostońskim.

## Biografia
Sigrid Nunez urodziła się i wychowała w Nowym Jorku, jako córka niemieckiej matki i chińsko-panamskiego ojca. Ojciec zarabiał na życie, pracując jako kucharz w szpitalu oraz dorabiając sobie kelner w chińskiej restauracji. Matka zajmowała się domem. Ukończyła Barnard College oraz Columbia University, po czym pracowała przez pewien czas jako asystentka redakcji w The New York Review of Books. Tam poznała Susan Sontag, z którą się zaprzyjaźniła.
Całkowicie poświęciła się pisaniu – z tego też powodu nigdy nie wyszła za mąż i nie założyła rodziny. Chciała całkowicie poświęcić się swojemu powołaniu literackiemu. Jest autorką siedmiu powieści, biografii Susan Sontag i wielu innych tekstów literackich. Pisywała m.in. do: „The New York Times”, „The Paris Review”, „Harper’s”, „The Believer”, „The Threepenny Review”, „Tin House” i „The Wall Street Journal”. Jej prace pojawiły się także w kilku antologiach, w tym w czterech tomach Nagrody Pushcarta i czterech antologiach literatury azjatycko-amerykańskiej.
Oprócz pisania, na życie zarabia pracą akademicką. Wykładała m.in. w Boston University, Brooklyn College i the New School.

## Twórczość
- A Feather on the Breath of God (powieść, 1995)[7]
- Naked Sleeper (powieść, 1996)[2][8]
- Mitz: The Marmoset of Bloomsbury (powieść, 1998)[2]
- Dla Rouenny (For Rouenna) (powieść, 2001)
- The Last of Her Kind (2006)
- Salvation City (2010)
- Sempre Susan. Wspomnienie o Susan Sontag (Sempre Susan: A Memoir of Susan Sontag) (książka biograficzna, 2011)[2]
- Przyjaciel (The Friend) (2018)[9]
- Pełnia miłości (What Are You Going Through) (2020)[10]
- Słabsi (The Vulnerables) (2023)

## Wybrane nagrody i wyróżnienia
- nagroda Fundacji Richarda i Hindy Rosenthal dla Mitz
- Whiting Writer’s Award
- nagroda za najlepszą powieść Stowarzyszenia Asian American Studies dla A Feather on the Breath of God
- 2018: National Book Award za Przyjaciela[11]
- 2019: Prix du Meilleure Livre – finalistka
- 2019: Prix Femina – nominacja
- 2019: Simpson/Joyce Carol Oates Prize – finalistka
- 2020: International Dublin Literary Award – nominacja[2][6]